# آغوليك
آغوليك هي بلدة في مقاطعة أنديجان في ولاية أنديجان في أوزبكستان.